# Otoineppu, Hokkaidō
Otoineppu (音威子府村 Otoineppu-mura) là một ngôi làng thuộc huyện Nakagawa, phó tỉnh Kamikawa, Hokkaidō, Nhật Bản. Tính đến ngày 1 tháng 10 năm 2020, dân số ước tính ngôi làng là 706 người và mật độ dân số là 2,6 người/km2. Tổng diện tích ngôi làng là 275,64 km2.